# Ceratoconcha trolli
Ceratoconcha trolli is een zeepokkensoort uit de familie van de Pyrgomatidae. De wetenschappelijke naam van de soort is voor het eerst geldig gepubliceerd in 1927 door Abel.